# Killzone 2
Killzone 2 is het derde computerspel uit de Killzonefranchise, die begon op de PlayStation 2. De game werd ontwikkeld door de Nederlandse spelontwikkelaar Guerrilla Games en uitgegeven door Sony Computer Entertainment. Het spel is voor het eerst aangekondigd op de E3 2005 in Los Angeles, Californië, tijdens de pre-E3-presentatie van Sony. De eerste beelden van het spel werden getoond op 11 juli 2007, op de E3-presentatie van Sony.

## Inhoud
Killzone 2 begint waar Killzone: Liberation eindigt. Nadat de Helghast van de planeet Vekta zijn verdreven door de ISA, slaan deze terug door een massale aanval op de planeet van de Helghast: Helghan.
De speler zit in een speciale eenheid en zijn taak in het verhaal is de leider van de Helghast, dictator Scolar Visari, gevangen te nemen.

## Ontwikkeling
Er hebben ruim 130 programmeurs, grafische ontwerpers en artiesten bij Guerrilla aan het spel Killzone 2 gewerkt. Killzone 2 werd wereldwijd uitgebracht in meer dan 20 verschillende talen. Er werd gezegd dat het budget van dit multimediaproject groter was dan ieder ander project ooit in Nederland. Het budget wordt geschat op zo'n 60 miljoen euro, wat te vergelijken is met een kleine Hollywood-film. Killzone 2 werd na de uiteindelijke lancering nog voorzien van downloadbare inhoud (DLC) die nieuwe omgevingen en wapens voor de multiplayer toevoegden. Deze downloadable content is enkel verkrijgbaar via het PlayStationNetwork.

## Ontvangst
| Recensiescore       | Recensiescore |
| Recensieverzamelaar | Score         |
| ------------------- | ------------- |
| Metacritic          | 91            |
| Publicist           | Score         |
| Destructoid         | 9,5           |
| Eurogamer           | 9             |
| Game Informer       | 8,75          |
| GameSpot            | 9             |
| GameSpy             | 4,5/5         |
| Giant Bomb          | 5/5           |
| IGN                 | 9,4           |

Killzone 2 werd overal positief ontvangen in recensies. Op aggregatiewebsite Metacritic heeft het spel een score van 91%. Men prees de graphics, presentatie, actie, gameplay en het multiplayer-gedeelte, maar er was enige kritiek op het verhaal en de personages. Het spel won de prijs "Beste PS3 Shooter" van de website IGN.
Op 16 april 2009 maakte Sony bekend dat er wereldwijd 1 miljoen exemplaren van het spel zijn verkocht.

## Trivia
- De personages getoond op de E3 2007-trailer zijn opgebouwd uit dezelfde hoeveelheid polygonen als een compleet level in Killzone op de PS2.[3]
- Het spel is opgenomen in het boek 1001 Video Games You Must Play Before You Die van Tony Mott.